# Only Human
Only Human is een nummer van de Amerikaanse band Jonas Brothers van hun album Happiness Begins uit 2019. Het nummer werd uitgebracht op 2 juli 2019, als de derde single van het album. Het nummer is geschreven door de groep en de producent Shellback.

## Live performances
The Jonas Brothers voerde het nummer voor het eerst uit op The Tonight Show: Jimmy Fallon op 13 juni 2019. Ze voerden het nummer opnieuw uit op 18 juli 2019 op Late Night met Seth Meyers . Op 8 oktober 2019 zongen ze het nummer in The Ellen Show .